# Jerry McNerney
Jerry McNerney, właśc. Gerald Mark McNerney (ur. 18 czerwca 1951 w Albuquerque) – amerykański polityk, członek Partii Demokratycznej.

## Działalność polityczna
W okresie od 3 stycznia 2007 do 3 stycznia 2013 przez trzy kadencje był przedstawicielem 11. okręgu, a od 3 stycznia 2013 do 3 stycznia 2023 przedstawicielem 9. okręgu wyborczego w stanie Kalifornia w Izbie Reprezentantów Stanów Zjednoczonych.